# Instituto de Cultura e Língua Portuguesa
O Instituto de Cultura e Língua Portuguesa (ICLP) é uma unidade de ensino e investigação da Faculdade de Letras da Universidade de Lisboa (FLUL), criada em 2011. A sua missão principal é promover a cultura e a língua portuguesa junto de públicos que não têm o português como língua materna. Para isso, organiza cursos de Português Língua Estrangeira (PLE) e desenvolve atividades culturais e científicas.

## Atividades Académicas
O ICLP oferece diversos cursos de PLE, incluindo:
- Cursos de Verão: realizados nos meses de julho, agosto e setembro, com uma média de mais de 750 estudantes de todos os continentes, principalmente da Ásia e Europa.
- Curso Anual: dividido em dois semestres, com aproximadamente 500 estudantes por ano.[2]
- Curso Pós-Laboral: destinado a estudantes que desejam aprender português fora do horário laboral.
- Curso de Português Língua Segunda: dirigido a falantes de outras línguas que residem em Portugal.

Os cursos são estruturados de acordo com os níveis de proficiência do Quadro Europeu Comum de Referência para Línguas (QECR), do A1 (iniciante) ao C2 (proficiente).

## Missão e Investigação
Além do ensino, o ICLP está envolvido em projetos de investigação na área da aquisição e ensino do PLE e no desenvolvimento de materiais didáticos. A instituição também promove seminários temáticos dedicados ao cinema, arquitetura, moda, fotografia e literatura, bem como atividades de descoberta cultural.

## Localização
O ICLP está localizado em Lisboa, Portugal, concretamente na Faculdade de Letras da Universidade de Lisboa. 